# Ratpenat murí dels Annamites
El ratpenat murí dels Annamites (Murina annamitica) és una espècie de ratpenat de la família dels vespertiliònids. Viu a Laos, Tailàndia i el Vietnam. S'alimenta d'insectes. És un ratpenat de petites dimensions, amb una llargada de cap a gropa de 36,2-55 mm, els avantbraços de 27-34,6 mm, la cua de 32,4-40,3 mm, els peus de 5,9-8,1 mm, les orelles d'11,9-15 mm i un pes de fins a 8 g. És una espècie en risc mínim, és a dir, no sembla que hi hagi cap amenaça significativa per a la seva supervivència.